# Schillen (culinair)

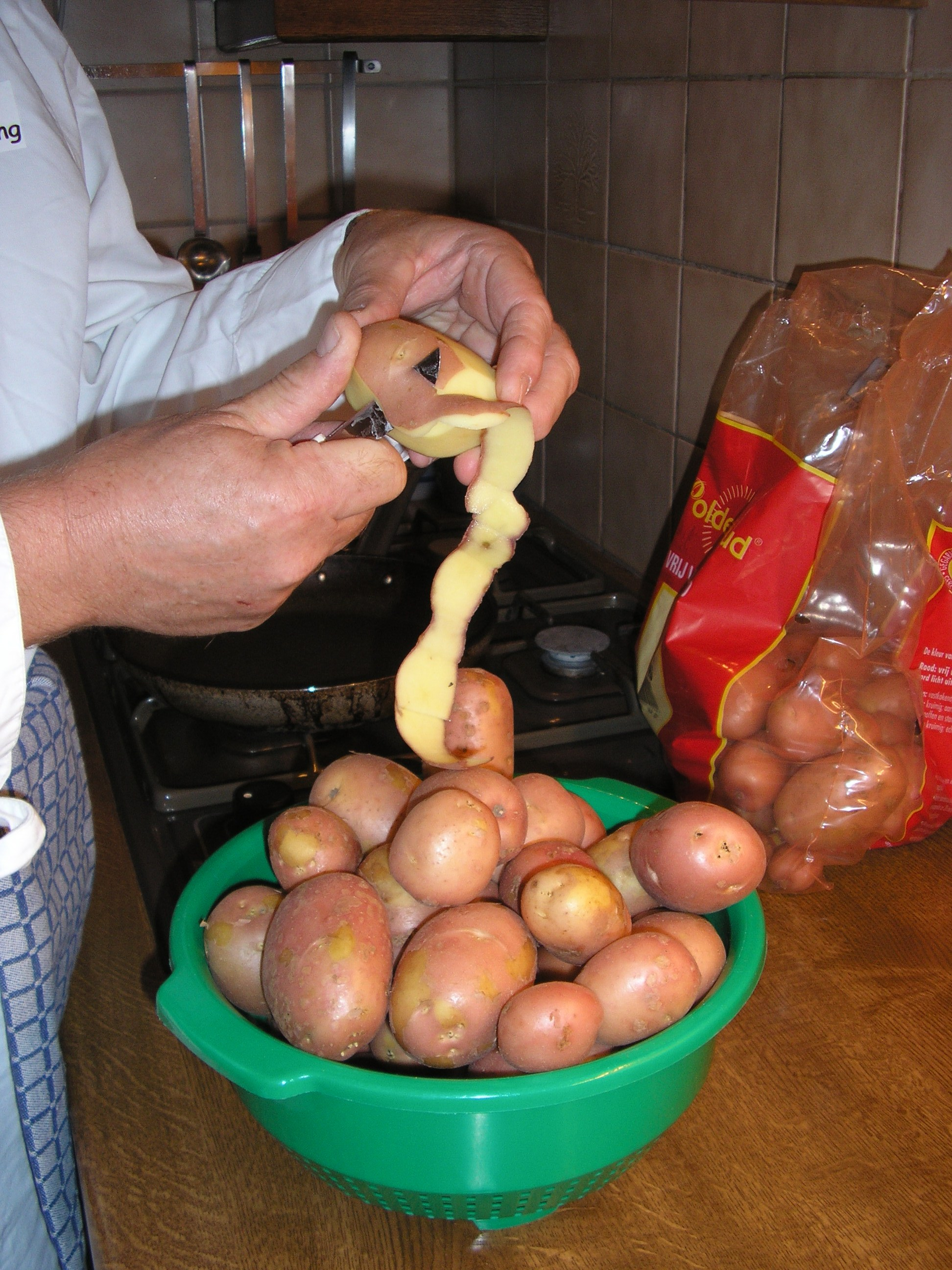
Het schillen van aardappels.

Schillen is het verwijderen van de schil van een levensmiddel, bijvoorbeeld van aardappels en groente- of fruitsoorten.
Schillen gaat het best met een dunschiller, een officemesje of een klein koksmes. Dun schillen is belangrijk. Te dik schillen is kostbaar, er worden dan onnodig delen van het product weggegooid.
Overigens is het vaak niet nodig om voedingsmiddelen te schillen, zoals bij aardappels, pompoenen, komkommers, wortelen, appels en peren. Vaak gaat bij schillen een deel van de voedingswaarde of smaak verloren. Aardappels en wortels kunnen ook geschrapt worden. 